# Glogova
Glogova là một xã thuộc hạt Gorj, România. Dân số thời điểm năm 2002 là 2009 người.